# Hradec nad Moravicí
Hradec nad Moravicí é uma cidade checa localizada na região de Morávia-Silésia, distrito de Opava.